# Brackenridgia acostai
Brackenridgia acostai är en kräftdjursart som först beskrevs av Rioja 1951.  Brackenridgia acostai ingår i släktet Brackenridgia och familjen Trichoniscidae. Inga underarter finns listade i Catalogue of Life.